# Дребеднёв, Михаил Фёдорович
Михаил Фёдорович Дребеднёв — советский хозяйственный, государственный и политический деятель, генерал-лейтенант.

## Биография
Родился в 1905 году в Сасово. Член КПСС с 1932 года.
С 1920 года — на военной службе, общественной и политической работе. В 1920—1960 гг. — на комсомольской и советской работе в Сасове, на политической работе и командных должностях в Рабоче-Крестьянской Красной Армии, начальник Политуправления 3-й АОН, начальник политического отдела 10-й резервной армии, начальник Политического управления Калининского, 1-го Прибалтийского фронтов, начальник Политуправления Земландской группы, на командных должностях в Советской Армии.
Делегат XVIII съезда ВКП(б).
Умер в 1972 году.